# وارنر ريتشموند
وارنر ريتشموند (بالإنجليزية: Warner Richmond)‏ هو ممثل أمريكي، ولد في 11 يناير 1886 في راسين في الولايات المتحدة، وتوفي في 19 يونيو 1948 في لوس أنجلوس في الولايات المتحدة.

## وصلات خارجية
- وارنر ريتشموند على موقع IMDb (الإنجليزية)
- وارنر ريتشموند على موقع قاعدة بيانات برودواي على الإنترنت (الإنجليزية)
- وارنر ريتشموند على موقع قاعدة بيانات الفيلم (الإنجليزية)